# Dasypecus latus
Dasypecus latus är en tvåvingeart som först beskrevs av Philippi 1865.  Dasypecus latus ingår i släktet Dasypecus och familjen rovflugor. Inga underarter finns listade i Catalogue of Life.